# Buena boya
Buena boya o buenaboya (del italiano buonavoglia, "de buena voluntad") era el término usado para un remero libre y asalariado en las armadas europeas del medievo. Fueron contratados especialmente por las repúblicas de Venecia y Génova para llenar los bancos de sus galeras, y su uso duró hasta el final de las embarcaciones de remo en la Edad Moderna tardía.

## Características
Las buenas boyas se refería a los hombres que remaban a cambio de un sueldo, en oposición a los galeotes forzados, que eran conocidos como zontaroli en Italia. Al igual que los galeotes, se les solía encadenar al remo, pero en los momentos de la batalla eran liberados de éstos para evitar su muerte en caso de hundimiento del barco. También era costumbre permitirles o proporcionarles armas cuerpo a cuerpo para el caso de que fuera necesario que participasen en el combate. En caso de actuaciones destacadas, se les podía otorgar premios.
Además de por Venecia y Génova, también fueron usados por la Orden de Malta, que extendía contratos de servidumbre por deudas para saldarlas cumpliendo tiempo al remo. Puesto que las buenas boyas maltesas compartían bancada con galeotes, compuestos éstos por convictos y prisioneros musulmanes y judíos, una de sus tareas era vigilarles y avisar de posibles motines. En España, el Duque de Osuna también utilizó remeros asalariados en sus flotas, y ofrecía a los galeotes continuar sirviendo como buenas boyas después de cumplida su condena.